# درة بيدينة
درة بيدينة (بالفارسية: دره بیدینه) هي قرية تقع في قسم ميزدج عليا الريفي في إيران. يقدر عدد سكانها بـ 175 نسمة بحسب إحصاء 2016.